# ブロードウェイスマートプロジェクト

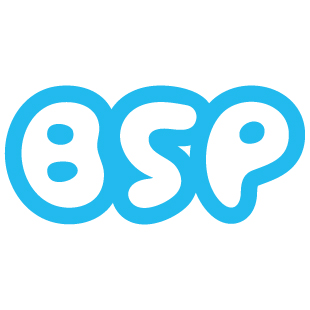
BroadWay Smart Project

ブロードウェイスマートプロジェクトとは、中国地域各都市の中心部をWi-Fiが使用可能な環境にし、地域内の人々の情報の受発信を活発化させて、地域の商店街・店舗などの活性化をさせようというプロジェクト。
2011年4月に、「岡山地域をITの活用により発展させたい、町おこしをしたい」という想いから、「岡山ブロードウェイスマートプロジェクト」という企画チームが立ち上がった。 中国地方では都心部に比べてIT関連の発達が遅れており、地域おこしに活用しきれていないという背景があり、IT分野で活動を行っている会社に声がかけられて今回のプロジェクトが発足したもの。
具体的には、岡山の中心部をWi-Fi（高速インターネット通信）の使用可能な環境にすべく、Wi-Fi機器の設置を行う。環境が整えば、地域内の人々の情報の発受信が活発になるよう、現在ではIT活用に欠かせなくなってきているスマートフォン、スマートタブレット等端末の普及や、アプリケーション等のコンテンツの紹介も実施。地域の商店街、店舗などの活性化、それによる住民へのアメニティを提供していく。また、各デバイスやアプリケーションを使いこなすための勉強会や情報発信なども随時行っている。
ITに関する情報発信基地として、岡山市北区にある「Café de Cachette Colabo Mobile(カフェドカシェット コラボモバイル)」も協力し、インターネットやスマートフォン、スマートパッドに関する疑問点などを解決し、活用方法を教える場所としている。スマートフォンやアプリケーション、SNSに関するセミナーや勉強会なども多数開催。同カフェはUstreamスタジオも併設しており、岡山地域の人々へ貸出や撮影映像の提供を行っている。「地元の情報を発信してもらい、県内外の多くの人に見てもらい、岡山の活性化につながれば」と現在スタジオは無料で貸し出しされている。

## 活動地域
- 2011年 - 岡山県、広島県、山口県